# Tvisten om Senkakuöarna

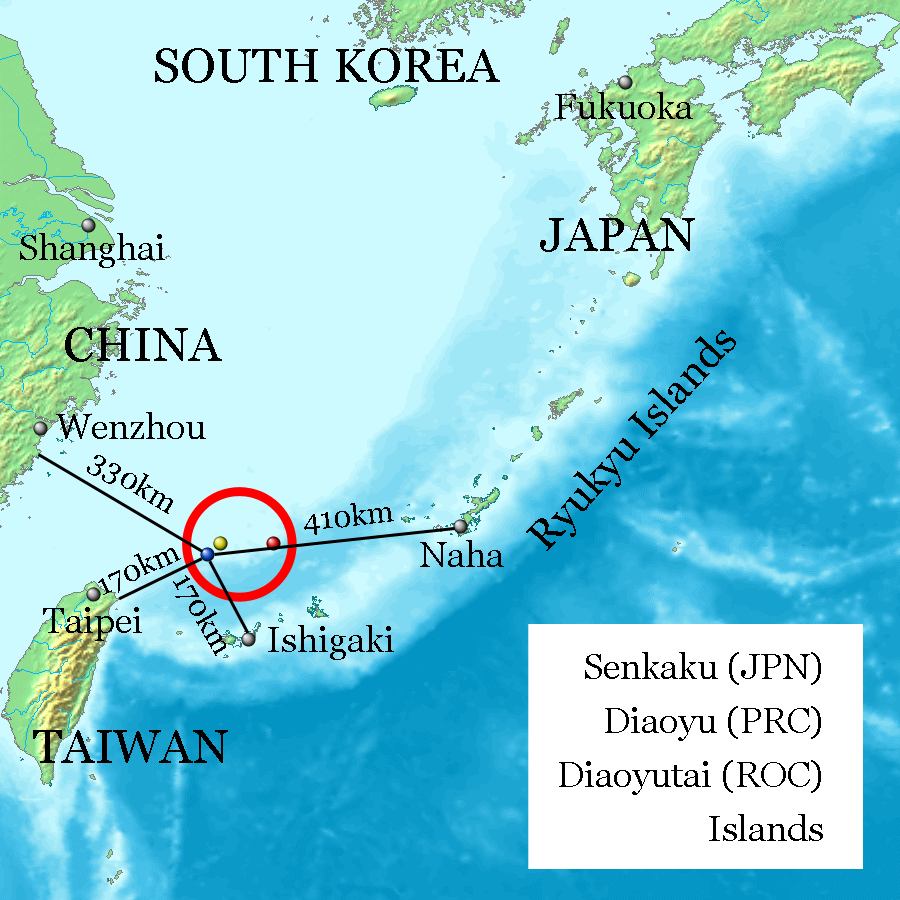
Senkakuöarna

Tvisten om Senkakuöarna eller Senkaku-dispyten avser en pågående territoriell tvist om Senkakuöarna (även kända som Diaoyuöarna) huvudsakligen mellan Japan och Kina eftersom båda staterna hävdar suveränitet över öarna på historiska, geografiska och legala grunder. Även Taiwan gör anspråk på öarna.
Tvisten grundar sig på att Japan i slutet på 1800-talet gjorde anspråk på öarna. Från 1895 till 1945 var öarna under jurisdiktion av Okinawa som en del av Ryukyuöarna och under japansk kontroll. 1945 till 1972 kontrollerades öarna tillsammans med Okinawa av USA varefter Japan och USA kom överens om att öarna skulle lämnas tillbaks till Japan. Det råder oenighet om öarna ingår i de territorium som Japan enligt San Francisco-fördraget 1951 ska avstå ifrån. Japans huvudsakliga argument för sitt anspråk på öarna bygger på sin nuvarande kontroll över öarna medan Kinas huvudsakliga argument bygger sin historiska kontroll över öarna..
Konflikten intensifierades efter att möjligt ekonomiskt viktiga oljefynd gjordes i Östkinesiska havet 1968.

## Kinas ståndpunkt
Kina hävdar att öarna från 1400-talet tillhört Kina efter att öarna upptäcktes, namngavs (钓鱼 Diaoyu) och först exploaterades av Kina. Kina menar vidare att öarna varit under kinesisk jurisdiktion och skyddade av den kinesiska kustbevakningen från japanska pirater under 1500-talet. Kina tar även stöd i ett flertal kartor, både kinesiska och från andra nationer från 1500-talet till 1900-talet, som visar öarna som kinesiskt marint territorium.
Kina hävdar även att brev från den japanska utrikesministern visar att Japan kände till att öarna tillhörde Kina innan Första kinesisk-japanska kriget 1894–1895. och att öarna stals från Kina under kriget. Kina menar att enligt Kairokonferensen 1943 och San Francisco-fördraget 1951 så är Japan skyldigt att lämna tillbaka öarna till Kina.

## Japans ståndpunkt
Japan hävdar att från 1885 fram till att öarna 14 januari 1895 formellt inkorporerades till det japanska territoriet var obebodda och saknade spår av att de skulle varit under kinesisk kontroll.
Japan menar även att öarna inte var en del av San Francisco-fördraget, och att japans anspråk på öarna inte har någon koppling till Andra världskriget utan att öarna alltid har tillhört Ryukyuöarna, som i sin tur har varit en del av japans territorium. Japan hävdar att öarna återlämnades till Japan från USA i samband med överenskommelsen om Ryukyuöarna och Okinawa 1972.
Japan tar stöd från kinesiska brev från 1920 där öarna beskrivs som japanska och att det finns en kinesisk världsatlas från 1958 som visar att öarna är en del av Okinawa. Japan menar även att brevet från den japanska utrikesministern 1885 som nämner Kinas relation till öarna inte kan tolkas som att den japanska regeringen erkänner öarna som kinesiskt territorium.